# Gynodiastylis munda
Gynodiastylis munda är en kräftdjursart som beskrevs av Hale 1951. Gynodiastylis munda ingår i släktet Gynodiastylis och familjen Gynodiastylidae. Inga underarter finns listade i Catalogue of Life.